# Jetour Traveller

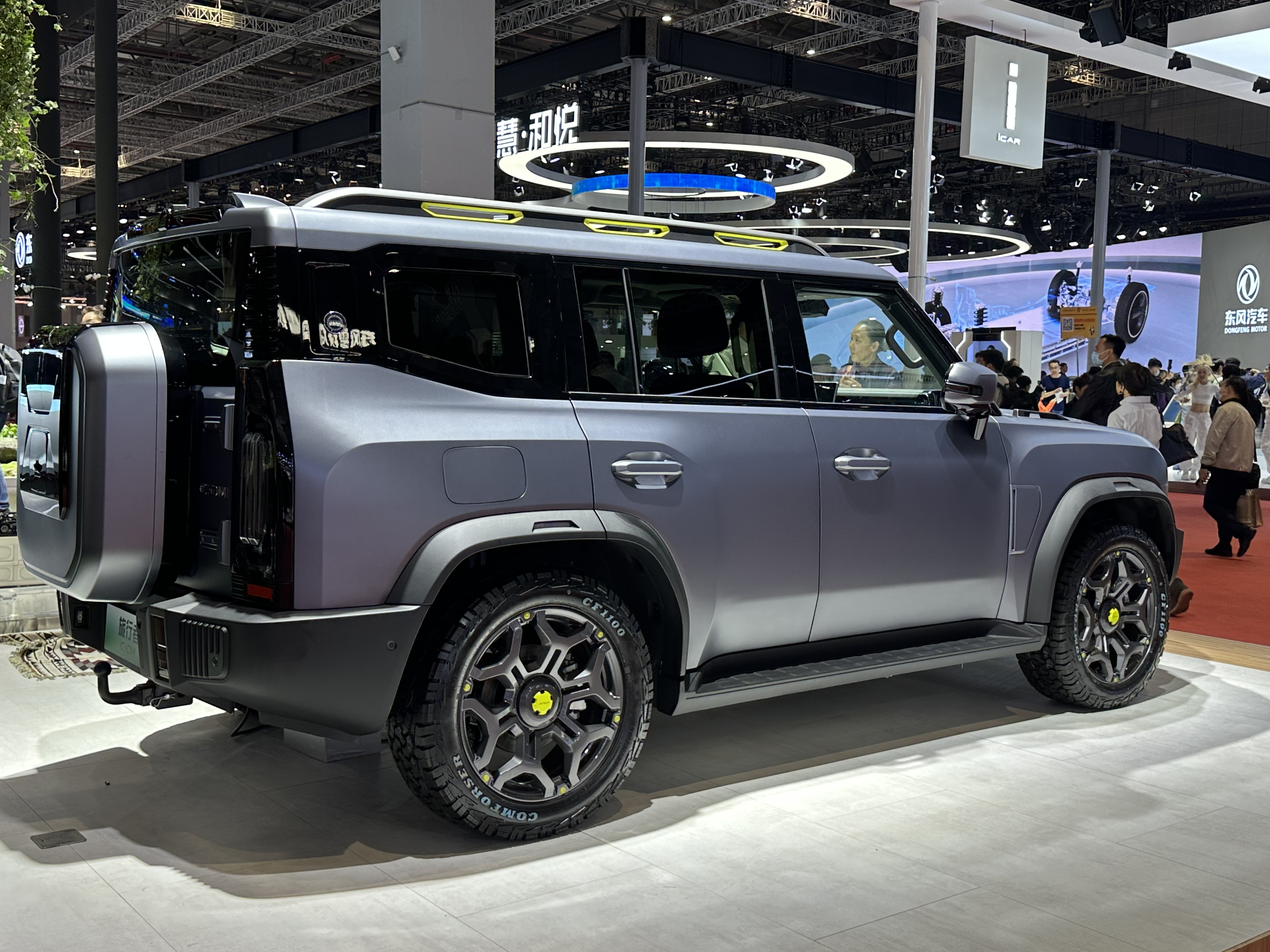
Heckansicht

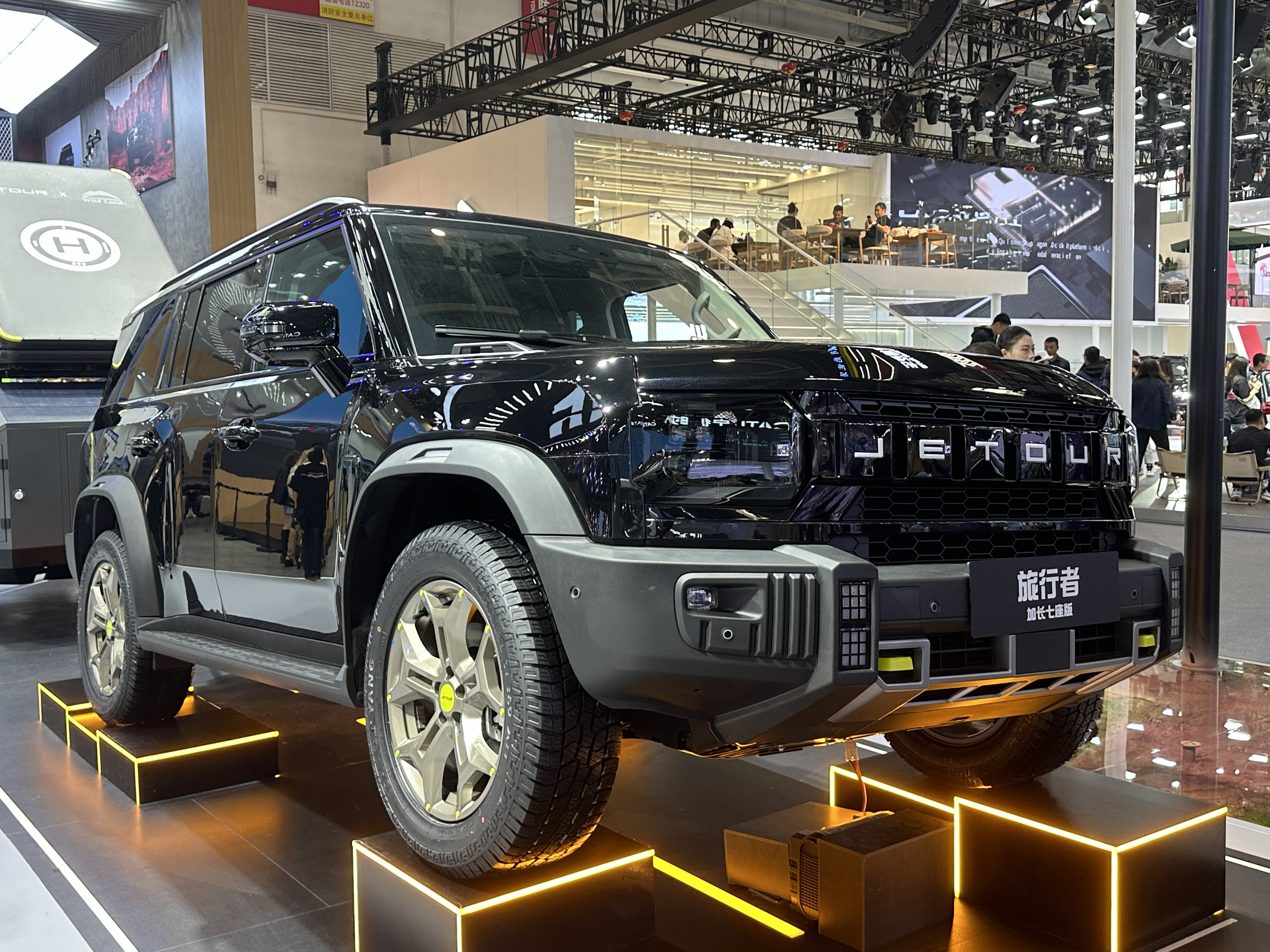
Jetour Traveller Langversion auf der Beijing Auto Show 2024

Der Jetour Traveller ist ein Geländewagen der chinesischen Automobilmarke Jetour, die zum Automobilhersteller Chery gehört.

## Geschichte
Erste Bilder des Wagens, der bis zu seiner Vorstellung in Fachkreisen als Jetour T-1 bekannt war, wurden im Februar 2023 veröffentlicht. Gleichzeitig wurde der Modellname Traveller bekanntgegeben. Öffentlichkeitspremiere hatte der Geländewagen auf der Shanghai Auto Show im April 2023. Verkaufsbeginn auf dem chinesischen Heimatmarkt war im September 2023. Im Januar 2024 folgte die geländegängigere Version JMK. Im gleichen Monat wurde die Markteinführung in Russland bestätigt, wobei das Fahrzeug hier als Jetour T2 im März 2024 in den Handel kam. Eine Langversion der Baureihe wurde im April 2024 auf der Beijing Auto Show vorgestellt.
Das Aussehen des 4,79 Meter langen Travellers, der von dem früheren Porsche-Designer Hakan Saracoglu gestaltet wurde, an den Land Rover Defender und den Ford Bronco erinnern. An der zur Seite hin öffnenden Hecktür hat er einen rechteckigen Zusatzkoffer.
Der Plug-in-Hybrid Shanhai T2, der im April 2024 vorgestellt wurde, basiert auf dem Traveller. In Italien wurde zudem der ICK-X K3 von DR Automobiles im September 2024 auf Basis des Traveller vorgestellt.

## Technik
Angetrieben wird der Traveller zunächst von einem aufgeladenen 1,5-Liter-Ottomotor mit einer Leistung von 135 kW (184 PS) oder einem 2,0-Liter-Ottomotor mit einer Leistung von 187 kW (254 PS). Er hat eine Bodenfreiheit von 22 Zentimetern, ein Böschungswinkel von 28 Grad vorn und von 30 Grad hinten und eine Wattiefe von 70 Zentimetern. In Verbindung mit dem 1,5-Liter-Benzinmotor wird der Wagen nur mit Vorderradantrieb gebaut, zusammen mit dem 2,0-Liter-Benzinmotor hingegen ausschließlich mit Allradantrieb. An der Vorderachse hat der Wagen MacPherson-Federbeine, hinten eine Mehrlenkerachse. In Russland wird nur der 2,0-Liter-Ottomotor angeboten, wobei die maximale Leistung auf 180 kW (245 PS) gedrosselt ist. Die Langversion gibt es nur mit dem stärkeren Motor.

### Technische Daten
|                                            | 1.5TD                            | 2.0TD                            | 2.0TD                            | 2.0 TD Langversion               |
| ------------------------------------------ | -------------------------------- | -------------------------------- | -------------------------------- | -------------------------------- |
| Bauzeitraum                                | seit 09/2023                     | seit 03/2024                     | seit 09/2023                     | seit 04/2025                     |
| Markt                                      | China                            | Russland                         | China                            | China                            |
| Motorkenndaten                             |                                  |                                  |                                  |                                  |
| Motorart                                   | Ottomotor                        | Ottomotor                        | Ottomotor                        | Ottomotor                        |
| Motorbauart                                | R4                               | R4                               | R4                               | R4                               |
| Hubraum                                    | 1498 cm³                         | 1998 cm³                         | 1998 cm³                         | 1998 cm³                         |
| max. Leistung bei min−1                    | 135 kW (184 PS) / 5500           | 180 kW (245 PS) / 5500           | 187 kW (254 PS) / 5500           | 187 kW (254 PS) / 5500           |
| max. Drehmoment bei min−1                  | 290 Nm / 2000–4000               | 375 Nm / 1750–4000               | 390 Nm / 1750–4000               | 390 Nm / 1750–4000               |
| Kraftübertragung                           |                                  |                                  |                                  |                                  |
| Antrieb                                    | Vorderradantrieb                 | Allradantrieb                    | Allradantrieb                    | Allradantrieb                    |
| Getriebe, serienmäßig                      | 7-Stufen-Doppelkupplungsgetriebe | 7-Stufen-Doppelkupplungsgetriebe | 7-Stufen-Doppelkupplungsgetriebe | 7-Stufen-Doppelkupplungsgetriebe |
| Getriebe, optional                         | —                                | 8-Stufen-Automatikgetriebe       | 8-Stufen-Automatikgetriebe       | —                                |
| Messwerte                                  |                                  |                                  |                                  |                                  |
| Höchstgeschwindigkeit                      | 180 km/h                         | 180 km/h (180 km/h)              | 180 km/h (180 km/h)              | 190 km/h                         |
| Beschleunigung, 0–100 km/h                 | k. A.                            | 8,7 s (8,7 s)                    | k. A. (k. A.)                    | k. A.                            |
| Kraftstoffverbrauch auf 100 km, kombiniert | 8,4 l Super                      | 9,3 l Super (9,3 l Super)        | 8,8–10,9 l Super (9,6 l Super)   | 9,8 l Super                      |
| Tankinhalt                                 | 70 l                             | 70 l                             | 70 l                             | 70 l                             |
| Abgasnorm                                  | China VI                         | Euro 6                           | China VI                         | China VI                         |

- Werte in ( ) gelten in Verbindung mit Automatikgetriebe.